# Langues triques
Les langues triques (ou triqui) sont des langues amérindiennes parlées par les Triquis dans l'État d'Oaxaca, au Mexique.

## Classification
Les langues triques font partie des langues mixtèques, qui constituent une des branches de la famille des langues oto-mangues.

## Répartition géographique

### Statut officiel
Au Mexique, avec l'espagnol, les langues triques ont le statut de « langues nationales » grâce aux Droits linguistiques générales du droit des peuples autochtones.

### Variétés
Le SIL International, organisme qui attribue les codes ISO 639-3, recense trois variétés :
- trique de Chicahuaxtla : trs
- trique de San Martín Itunyoso : trq
- trique de Copala : trc

L'Instituto Nacional de Lenguas Indígenas (INALI) recense ses trois variétés et aussi le trique de Santo Domingo del Estado.